# Ewangelia Ery Wodnika Jezusa Chrystusa
Ewangelia Ery Wodnika Jezusa Chrystusa (pełna nazwa: Ewangelia Ery Wodnika Jezusa Chrystusa: filozoficzna i praktyczna podstawa światowej religii Ery Wodnika spisana z Kronik Akaśi), występująca również pod nazwami Ewangelia akwarian i Ewangelia Wodnika – książka autorstwa Leviego H. Dowlinga, wydana po raz pierwszy w 1907 roku. Przez Marka Starowieyskiego klasyfikowana jako apokryf służący promowaniu New Age.

## Charakterystyka
Levi H. Dowling miał otrzymać przekaz od Bogini Mądrości lub Świętego Oddechu Visel i zapisać go w formie książki. Ewangelia opisuje życie Jezusa, w tym tzw. ukryte lata. Według niej po pierwszej wizycie w świątyni Jezus udał się do Indii, gdzie dostąpił wtajemniczenia, a następnie odwiedził Tybet, Persję, Asyrię, Grecję i Egipt, wracając ostatecznie do Palestyny. Po swojej śmierci Jezus ukazywał się w różnych krajach.
Jezus w Ewangelii Wodnika jest zdaniem Douglasa Groothuisa przedstawiony w sposób typowy dla New Age, nauczając o reinkarnacji i boskości człowieka. Misją Jezusa było nauczenie ludzi odkrywania własnej boskości. Następuje ponadto utożsamienie Jezusa z Kryszną.
Eric Pement uwypuklił niezgodności zaszłe w książce: wymienienie Heroda Antypasa jako władcy Jerozolimy w chwili narodzin Jezusa (a nie Heroda Wielkiego), a także wzmianki o wizycie Jezusa w Lahaur (założone ok. 600 r.) i Persepolis (upadłe w 330 r. p.n.e.).

## Znaczenie
Dowling był prekursorem stosowania terminu „era Wodnika”. Ewangelia Wodnika była również nośnikiem teorii „świadomości chrystusowej”, w myśl której Jezus ukazał człowiekowi jego rzeczywiste możliwości. Książka przyczyniła się do założenia sekty pod nazwą Kościół Uniwersalny.